# Capcom Five
«Capcom Five» es el nombre que se le dio a un proyecto que consistió en la producción de cinco videojuegos desarrollados por Capcom, anunciados al término de 2002 y publicados a partir de marzo de 2003. Los directivos de Capcom dieron a conocer los videojuegos justo cuando la consola GameCube de Nintendo fracasaba en concepto de cuota de mercado, con el objetivo de incrementar las ventas de hardware y hacer patente que los desarrolladores third-party apoyaban la videoconsola. Poco después del anuncio inicial, los representantes de Capcom USA confirmaron que los videojuegos serían contenido exclusivo para la GameCube.
Los cinco títulos son: P.N.03, un videojuego de disparos en tercera persona de temática futurista; Viewtiful Joe, un videojuego de acción, plataformas, y desplazamiento lateral; Dead Phoenix, del género shoot 'em up; Resident Evil 4, un juego de disparos en tercera persona de terror de supervivencia; y Killer7, de acción-aventura con elementos de videojuegos de disparos en primera persona. Pese a no estar relacionados entre sí, fueron supervisados por Shinji Mikami –el creador de la serie Resident Evil– y, salvo Killer7, producidos por un equipo interno de Capcom, Capcom Production Studio 4. Debido a un malentendido con su empresa matriz, a través de un comunicado de Capcom USA se aclaró que solamente Resident Evil 4 mantendría su exclusividad para la videoconsola.
El desarrollo de Dead Phoenix fue cancelado y P.N.03 fue el único que prevaleció como producto exclusivo de la GameCube, a pesar de haber fracasado tanto a nivel comercial como entre la crítica. Viewtiful Joe y Killer7 tuvieron una recepción comercial modesta pero acarrearon un significativo seguimiento de culto, y el último impulsó la carrera del diseñador Goichi Suda. Si bien Resident Evil 4 gozó de más éxito que los demás, sus ventas en la consola de Nintendo fueron socavadas por el anuncio de que una versión para la consola PlayStation 2, de la empresa Sony, sería distribuida en 2005. Al igual que Resident Evil 4, Viewtiful Joe recibió una adaptación a la PlayStation 2 con nuevos elementos de juego. El lanzamiento inicial de Killer7 no se dio únicamente en la consola de Nintendo, sino que el juego debutó en múltiples plataformas. Tras el lanzamiento de la Nintendo 64 en 1996, los ejecutivos de Nintendo han encontrado difícil el atraer equipos de desarrollo third-party de la talla de Capcom para que produzcan videojuegos en sus sistemas. Algunos analistas de la industria afirman que el caso «Capcom Five» —especialmente el hecho de que Resident Evil 4 perdiera su exclusividad para la GameCube— repercutió negativamente en las relaciones entre Nintendo y Capcom y que supuso un fracaso para Nintendo pues no recibió apoyo de empresas externas mientras la plataforma estuvo en el mercado.

## Trasfondo
En la época en la que las consolas Nintendo Entertainment System (NES) y Super Nintendo (SNES) se ofrecían al mercado, las compañías Nintendo y Capcom mantuvieron una estrecha relación. A raíz de este vínculo Mega Man, una serie creada por Capcom, se perfilaba como una de las franquicias más destacadas de la NES. La proximidad en la que se encontraban ambas empresas se debió en parte al monopolio de Nintendo sobre el mercado de las consolas de video, lo cual llevó a los desarrolladores third-party a publicar contenido exclusivo para sus plataformas.
Los ejecutivos de Nintendo se vieron obligados a disminuir algunas restricciones que la empresa había aplicado a third parties respecto a su sistema SNES tras la aparición de un rival en el mercado, Mega Drive de la empresa Sega. Para Nintendo las relaciones con los productores third-party comenzaron decaer cuando la compañía se inclinó por conservar el formato de cartuchos para los juegos de la Nintendo 64, a diferencia de Sony, que empleó el CD-ROM para su software. Debido a que implicaba altos costos de manufactura y muchos límites de capacidad de memoria en los cartuchos, varias third parties —incluyendo a Capcom— se enfocaron en la PlayStation para dar lugar a nuevas franquicias, tales como Resident Evil. En dicha consola, los desarrolladores serían capaces de crear juegos de una talla mayor al no restringirse en ordenar la fabricación de cartuchos a través de Nintendo, lo cual conduciría a la poca venta de productos o en todo caso a su saturación. El hecho de que muchas empresas externas no produjeran juegos para la plataforma de la empresa nipona permitió que la PlayStation desbancara a la Nintendo 64 durante la quinta generación de consolas.
Con la GameCube, Nintendo intentó recuperar desarrolladores third-party y nivelarse con su competencia, PlayStation 2 de Sony, pues introdujo juegos en formato de disco y un hardware de gran alcance. Sin embargo, después de su primer año de lanzamiento, Nintendo solamente vendió 4,7 millones de consolas. Ante las lánguidas ventas, Capcom llevó a cabo una conferencia de prensa inesperada en Japón en noviembre de 2002, en la cual anunció la producción de cinco nuevos títulos para la plataforma GameCube: P.N.03, Viewtiful Joe, Dead Phoenix, Resident Evil 4, y Killer7. Los juegos se desarrollarían en un equipo interno de Capcom, Capcom Production Studio 4, con Shinji Mikami –el creador de la serie Resident Evil– fungiendo como supervisor general del proyecto; la única excepción fue Killer7, cuya producción se realizó en Grasshopper Manufacture y contó con Mikami como coescritor al lado de Goichi Suda, conocido principalmente por su sobrenombre «Suda51». Luego de que se exigieran más aclaraciones sobre la exclusividad en la consola, un representante de Capcom USA confirmó lo dicho, añadiendo que los ejecutivos de Capcom tenían la esperanza de incrementar las ventas y mejorar la reputación de la GameCube. Asimismo, una declaración en su sitio web acompañó lo expresado. No obstante, poco después Capcom USA rescindió su confirmación pues se había presentado un malentendido con su empresa matriz. De esta manera clarificaron que únicamente Resident Evil 4 constituiría el exclusivo de la GameCube.

## Videojuegos

### P.N.03
P.N.03 es un videojuego de disparos en tercera persona con temática de ciencia ficción que se publicó el 27 de marzo de 2003 en Japón. La historia del juego relata las aventuras de la protagonista Vanessa Z. Schneider, una mercenaria que posee numerosas habilidades y lleva a cabo diversas batallas contra un ejército disidente de robots. El juego adoptó el apodo de «Jaguar» en los tiempos de su desarrollo debido al complejo movimiento y agilidad de Vanessa. Como director, Mikami trató de diferenciarse de Devil May Cry –videojuego en el que colaboró como productor– al añadir maniobras defensivas y evasivas. Dada esta intención y el tiempo limitado de producción, las pistolas de Vanessa fueron reemplazadas por bolas de energía que esta dispara gracias a un sistema que se encuentra en la palma de sus manos.  Tras su lanzamiento, los críticos reprocharon la corta duración del juego, además de que a su consideración los controles resultaban «lentos». En Metacritic, un recopilador de reseñas, el videojuego obtuvo una puntuación de 63 sobre 100. Mikami se mostró insatisfecho con el producto final, manifestando su deseo de haber dedicado «mucho más» tiempo en el desarrollo del mismo. P.N.03 permaneció como el único juego de los cinco en ser una exclusividad de GameCube.

### Viewtiful Joe
Viewtiful Joe es un videojuego de acción, plataformas y desplazamiento lateral en 2.5D que debutó en GameCube el 26 de junio de 2003. El protagonista epónimo simboliza una parodia de superhéroes tokusatsu y a partir de sus vivencias se narra cómo intenta rescatar a su novia, quien ha sido raptada en «Movieland» por un grupo de supervillanos conocidos como «Jadow». Para completar su travesía, Joe debe utilizar sus «Viewtiful Effects Powers», poderes basados en trucos de cámara y efectos especiales empleados en el cine. Entre estos últimos cabe mencionar «Slow», que efectúa un tiempo bala; «Mach Speed», que le permite a Joe atacar a todos los enemigos de su alcance con sus imágenes incidentales; y «Zoom In», que altera la perspectiva a una de cámara en primer plano y desbloquea ataques especiales. En lo que se refiere al desarrollo interno, Capcom trató el juego como un «proyecto enfocado en el staff» con el objetivo de incrementar las habilidades del director Hideki Kamiya.
El puntaje de 93 que recibió en Metacritic y los premios de «Juego del año» de la GameCube que le concedieron numerosas publicaciones como IGN y USA Today lo ubican como uno de los videojuegos de su género más laureados de la década de 2000. En lo que atañe la acogida comercial, las 100 000 copias de las que se constituyó su tirada inicial se agotaron, vendiendo finalmente un total de 275 000 unidades. El productor del juego, Atsushi Inaba, catalogó el juego como un rotundo éxito y, tal como declaró, logró los objetivos que se había propuesto: entrenar al equipo de desarrollo, hacerse de un pequeño presupuesto, y vender bien. Por otro lado, los registros fueron menores que las previas estimaciones de Capcom, situación que obligó a la empresa realizar una adaptación de Viewtiful Joe para la PlayStation 2 en 2004, la cual incorporó nuevos elementos en el sistema de juego. Dicha versión vendió 46 000 copias con una puntuación ligeramente menor en Metacritic (90) debido en parte a la desaceleración en el proceso del porting y a la falta de escaneo progresivo.

### Dead Phoenix
Dead Phoenix estaba destinado a ser un Matamarcianos con gráficos 3D cuya historia encabezaría un personaje que tendría la habilidad de volar y que llevaría el nombre de Phoenix («Fénix» en español). Basándose en imágenes de un tráiler del juego, los editores de IGN compararon la interactividad con Panzer Dragoon, videojuego del mismo género que había sido lanzado en 1995. Los jugadores tendrían la capacidad de controlar a un hombre con alas mientras éste vuela disparando a muchos enemigos, con la ayuda de aliados a pie. En el anuncio inicial de Capcom se describió el ambiente como una ciudad flotante mitológica repleta de monstruos y dragones. En una de las ediciones de la revista Game Informer de 2003 se revelaba que un lanzamiento en Japón estaba programado para mediados de dicho año. Después de varias polémicas acerca del posible cese de la producción del juego, Capcom manifestó en una conferencia de prensa, previo a la convención Electronic Entertainment Expo (E3) de 2003, que el juego aún se encontraba en etapa de desarrollo. IGN especuló que probablemente se había rediseñado como un nuevo título de Kid Icarus, tomando como referencia el hecho de que Nintendo, a comienzos de los años 2000, tendiera a otorgar la licencia de varias de sus franquicias a third parties. Su producción llegó a su fin en agosto de 2003 tras no comparecer en el E3 del mismo año.

### Resident Evil 4
Resident Evil 4 es un videojuego de disparos en tercera persona de terror de supervivencia cuyo lanzamiento se produjo el 11 de enero de 2005 en Estados Unidos y el 27 del mismo mes en Japón. En la historia de esta entrega, la hija del presidente de Estados Unidos es secuestrada por una secta religiosa de una aldea rural hispanohablante de Europa. Ante la situación, los usuarios toman el rol del personaje ficticio Leon S. Kennedy, un agente del Servicio Secreto de los Estados Unidos a quien se le encomienda rescatar a la muchacha de las manos de la organización, la cual esparce un parásito de control mental sobre los aldeanos con el propósito de convertirlos en asesinos violentos. El concepto del juego sufrió muchos cambios durante el largo proceso de su desarrollo. En este sentido, el equipo de producción creó y descartó cuatro prototipos antes de establecer el producto final. Uno de los prototipos resultó de una versión supervisada por Hideki Kamiya que posteriormente derivó en la primera entrega de la serie Devil May Cry. El director del juego, Mikami, no obedeció la fórmula tradicional de Resident Evil. En efecto, el sistema de juego resultante de la quinta y última versión distó del resto de los juegos de la serie pues emplea una perspectiva arriba de los hombros del protagonista y hace más hincapié en la acción y el combate.
Los representantes de Capcom tenían planeado que Resident Evil 4 fuera el único juego del conjunto que mantuviera su exclusividad para la Gamecube; Mikami indicó que se «cortaría su propia cabeza» (término coloquial japonés para referirse al renuncio de un trabajo) en caso de que el juego se traspasara a otra plataforma. En marzo de 2005, contrario a sus afirmaciones anteriores, Capcom reveló que trabajaban en una nueva versión del juego para la PlayStation 2 y que la misma saldría a la venta nueve meses después del lanzamiento de GameCube. Esto en respuesta a la presión por parte de usuarios y accionistas. El anuncio sorpresa opacó el rendimiento comercial del título para GameCube, el cual consistió en 1,6 millones de copias vendidas, a diferencia de la adaptación que se realizó para PlayStation 2, cuyas ventas excedieron las 2 millones. Mikami expresó sus disculpas a los aficionados de la consola de Nintendo sobre no haber cumplido su promesa sobre la exclusividad en la consola. Pese a los conflictos societarios, el juego recibió una respuesta crítica muy positiva; al respecto, Metacritic concluye que evaluaciones efectuadas por varias publicaciones se resumen en un promedio de 96 como puntaje final. El videojuego se hizo acreedor de una considerable cantidad de premios de la categoría «Juego del año» en varias ceremonias de 2005, además de que desde su estreno frecuentemente se incluye en las listas de los mejores videojuegos de todos los tiempos.

### Killer7
Killer7, lanzado el 9 de junio de 2005, es un videojuego de acción-aventura con elementos de videojuego de disparos en primera persona. A diferencia del resto de los títulos de los que constituyó el proyecto, este fue producido en los estudios Grasshopper Manufacture bajo la dirección de Suda51. En el juego los usuarios controlan a un grupo de verdugos que al mismo tiempo son una encarnación de un semidiós llamado Harman Smith. El esquema de control encuadra dentro del género «en rieles» o Rail shooter pues, en primer lugar, limita la capacidad del jugador de moverse por la pantalla mientras se sigue una ruta específica, y, en segundo, el combate es posible solo en estado estacionario con una perspectiva en primera persona. Los desarrolladores implementaron el sistema de juego como una forma de deconstrucción de mecánicas de control convencionales, y no lo terminaron de diseñar sino hasta finales del desarrollo, dado que Suda51 se enfocó en invertir la mayoría de los recursos en el argumento y en el aspecto visual. Se presentaron varios retrasos, de los cuales el último se debió al ideal de lanzar el videojuego el 7 de julio (7/7) en Estados Unidos.
Killer7 debutó simultáneamente en varias plataformas los críticos lo recibieron con diferentes opiniones. Algunos críticos elogiaron el juego por la complejidad del argumento negro, mismo que envuelve un conflicto entre Japón y Estados Unidos, mientras que otros lo tacharon de confuso e incomprensible. De una forma similar, el esquema de control fue duramente criticado y por otros defendido, comparándosele con Myst, Snatcher, y otros juegos de aventura de la «vieja era». Pese a obtener 74 de puntuación en Metacritic, Killer7 recibió honores por parte de varias publicaciones de la industria de los videojuegos en sus premios del término del año. Así, el juego fue nominado en categorías como «Mejor historia», «Mejor diseño artístico», y «Diseño más innovador». No obstante, el tema central fue el reconocimiento del estatus de Killer7 como un juego de culto con atractivo limitado. IGN lo nombró el «Mejor videojuego que nadie jugó» y Kristan Reed de Eurogamer que era «un juego conceptual, de arte casero, simple, con una belleza extraordinaria, pero que ciertamente no lo jugaría toda persona».

## Impacto

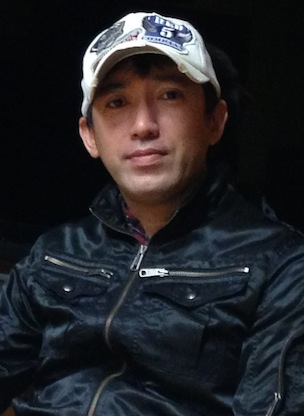
Director y supervisor de Capcom 5.

### En Capcom
La revelación del proyecto «Capcom Five» se dio precisamente cuando Nintendo luchaba por su nueva consola, con el objetivo aparente de apoyar al sistema recién estrenado. No obstante, cada sucesivo lanzamiento reforzó la idea de Capcom de que la GameCube no era una plataforma tan fructífera en concepto de éxito comercial; por ello, adaptaron tres de los cinco videojuegos a la competencia de Nintendo, la PlayStation 2 de Sony. La calidad de dichas versiones fue, en término generales, menor: muchos críticos apuntaron la presencia de problemas de ralentización y un aspecto gráfico con menor resolución. Del proyecto en conjunto, cuatro juegos se ofrecieron a la venta y solo uno de estos se mantuvo exclusivo de GameCube: P.N.03, y no Resident Evil 4 como Capcom había enfatizado en varias conferencias de prensa. Los poseedores de GameCube y otros fanáticos de Nintendo se decepcionaron por cómo «Capcom Five» erró en mejorar la reputación y ventas de la consola. Luke Plunkett, de Kotaku, señaló que pese a las mejores intenciones, los cinco de Capcom, aún en su máximo potencial, no hubiesen funcionado dado el fracaso de la GameCube en la «guerra de consolas» de esa generación.
Capcom descubrió una serie de aprendizajes de negocios a raíz de su experiencia en el desarrollo y lanzamiento del conjunto. El primero fue en enfocarse en lanzamientos multiplataformas. El segundo punto era que Capcom requería de más eficiencia con el desarrollo de sus productos. Previo a la publicación de los cinco videojuegos, la empresa estimó pérdidas de hasta 103 millones USD en el año fiscal de 2002, asociadas en gran parte a las pocas ventas y periodos de desarrollo de amplia duración, pero finalmente las cifras reales arrojaban como resultados 163 millones USD. Resident Evil 4 fue el perfecto ejemplo de dicho incidente, pues su producción dio comienzo en 1999 y atravesó cuatro versiones descartadas por los diseñadores para que el lanzamiento se diera en 2005. La tercera lección era focalizarse en franquicias ya erigidas en lugar de crear nuevas; Resident Evil 4, a diferencia de los otros juegos, tuvo un éxito comercial absoluto y era el único de los cinco en estar basado en una propiedad existente. A saber, el desarrollo de Viewtiful Joe 2 inició poco después de que Viewtiful Joe se pusiera en venta y se completó tan solo un año más tarde. La agenda tan fatigada se tradujo en la poca disposición de tiempo del equipo como para implementar todos los elementos que anhelaban, tal como un modo cooperativo de juego. Viewtiful Joe 2 debutó tanto en GameCube como en PlayStation 2 para difundirse en una mayor audiencia y hacer factible el aumento de su rentabilidad.
Para facilitar el desarrollo de Viewtiful Joe 2, Capcom convirtió el «Equipo Viewtiful» en Clover Studio, un estudio de producción semiautónomo que se enfocaría en crear propiedades intelectuales (IPs). La separación se debió también al lanzamiento de Resident Evil 4 en PlayStation 2, que causó tensiones significativas entre Capcom y Mikami, mismo que previamente había repetido en varias ocasiones su deseo de que el juego fuese exclusivo para la GameCube. Empero, el estudio únicamente creó dos IPs antes de que Capcom lo clausurara a finales de 2006, hecho que causaría las renuncias de Atsushi Inaba, Hideki Kamiya y Shinji Mikami. Las anteriores fueron parte de una serie de renuncias por parte de desarrolladores de alto perfil de Capcom, entre los que se incluyen Yoshiki Okamoto, en 2003, y Keiji Inafune, en 2010. Los extrabajadores de Capcom manifestaron que la gestión empresarial de la compañía era reticente y que se oponía a nuevas ideas riesgosas, una queja compartida por Keiji Inafune. Así, todos ellos fundaron PlatinumGames con miembros de su antiguo estudio. En 2008, anunciaron el proyecto «Platinum Three», referente a los videojuegos MadWorld, Infinite Space y Bayonetta, que tomaría el inicial espíritu ambicioso y creativo de «Capcom Five» como eje.

### En la industria
Sin considerar a Capcom, Killer7 sirvió como punto de partida para Suda51 y su estudio, Grasshopper Manufacture, para consolidarse como un equipo profesional en la industria de los videojuegos. Con Capcom como distribuidor, Killer7 fue el primero de sus juegos en publicarse mundialmente y no solo en Japón. Mientras que sus ventas no cumplían con los estándares de Capcom, el éxito de culto del juego se tradujo en la decisión del director de reeditar dos de sus creaciones que solo estaban disponibles en Japón, The Silver Case y Flower, Sun, and Rain, con la voluntad de estrenarse en el occidente. Su debut como diseñador profesional le permitió asimismo que No More Heroes, juego que produjo, trascendiera tanto crítica como comercialmente. Igualmente, No More Heroes sirvió como base para volver notorio el perfil de Suda51 como un director de videojuegos auteur. Poco después trabajaría con Shinji Mikami, de nueva cuenta, en Shadows of the Damned.
Si bien el proyecto resultó un relativo fracaso, el conjunto de los cinco de Capcom finalmente impactó de forma influyente en el diseño de videojuegos posteriores. Tras experimentar un modo de juego de acción en P.N.03, Mikami invirtió su aprendizaje en Vanquish, videojuego estrenado en 2010 que evolucionó y refinó el sistema de juego anterior. Por otra parte, Adam Sorice, de Nintendojo, sugirió que el reparto femenino estereotípicamente sexy de P.N.03 tuvo consecuencias lamentables para la equidad de género de los videojuegos, una controversia frecuente que han expresado analistas del correspondiente sector. El arma de precisión con láser que utiliza el personaje de Leon se ha manifestado de una forma similar en Dead Space y Grand Theft Auto, a manera de alternativa para «fijar» al objetivo. Al hablar en un concepto más general, resulta destacable mencionar que Resident Evil 4 utilizó convenciones de terror de supervivencia un tanto fuera del contexto establecido en las primeras entregas de Resident Evil. Ciertos críticos juzgaron al juego por hacer caso nulo de la esencia del género al que pertenecía, luego de adoptar un mayor énfasis en la acción y el combate. Después de la iniciativa empleada en Resident Evil 4, varios videojuegos de terror de los últimos años han optado por un sistema más tendiente a la acción, como lo son Silent Hill: Homecoming y Alone in the Dark.

### En Nintendo
En cambio, para Nintendo, la pérdida de la exclusividad del proyecto en GameCube —en especial de Resident Evil 4— se convirtió en una traición que agrió sus relaciones con Capcom durante varios años. Después de dicho apoyo por parte de la última, la GameCube vendió 22 millones de unidades durante su estancia en el mercado, menos que las 33 millones de copias de la Nintendo 64 —sistema que precedió a la GameCube— y solo una fracción de las 150 millones que su competencia PlayStation 2 adquirió. Pese a que Resident Evil 4 efectivamente se adaptó a otra consola de Nintendo, Wii en 2007, recibió asimismo un relanzamiento en alta definición en la PlayStation 3 y Xbox 360 en 2011. Super Smash Bros. Brawl es un crossover ficcional que se publicó en 2008, cuya interactividad incluía personajes de las empresas Konami y Sega con el propósito de lograr ventas fulminantes. Kotaku dijo en su momento que Nintendo se había rehusado a incorporar un personaje de Capcom en ese título, como resultado directo del lanzamiento multiplataformas de Resident Evil 4.
Por su parte, con la Wii, Nintendo se instituyó como una empresa comercialmente exitosa a pesar de su continua falta de soporte por parte de desarrolladores third-party. La Wii había tomado como base en su mayoría títulos first-party para vender sus sistemas solamente hasta 2009, cuando el desarrollo interno no era capaz de seguir el ritmo de la demanda de nuevo material. De esta manera las ventas decayeron, por lo que a partir de aquello Nintendo se ha centrado en la atracción de third-parties. Con sus nuevas consolas Wii U y Nintendo 3DS, Nintendo ha procurado enganchar equipos de estudio externos en un periodo temprano para evadir lo acontecido por la Wii, y reclamar el soporte de third-parties del que gozó en las eras de la NES y SNES.